# Concerto Suite for Electric Guitar and Orchestra in E flat minor, Opus 1
L'album Concerto Suite for Electric Guitar and Orchestra in E flat minor, Opus 1, uscito nel 1998, è la prima e unica opera di Yngwie Malmsteen che vede affiancata la sua chitarra elettrica ad una orchestra sinfonica.
La Czech Philharmonic Orchestra è stata diretta dal maestro Yoel Levi. Malmsteen è l'autore degli arrangiamenti per tutti gli strumenti dell'orchestra.

## Il disco
Il disco è aperto dalla maestosa Icarus Dream Fanfare, con l'orchestra da una parte e la chitarra di Malmsteen dall'altra. Prosegue con la trionfante Cavalino Rampante dedicata alla Ferrari.
Tante le influenze che possiamo evincere dall'ascolto di questo disco: da Paganini (soprattutto) a Vivaldi e da Bach a Beethoven.
Possiamo notare inoltre piccoli accostamenti di scale e fraseggi già presenti sui dischi precedenti di Malmsteen, come in "Icarus Dream Fanfare" che riprende il tema di Icaro dal 2°mov. della "Icarus Dream Suite", oppure in Adagio (da 1:02 a 1:12) ripreso da Brothers (The Seventh Sign),  Toccata dall'intermezzo di Motherless Child (Eclipse), oppure Sarabande dal refrain di Brothers (The Seventh Sign) o la ripresa dell'intro di Fire and Ice (dall'omonimo album) in Finale.

## Tracce
1. Icarus Dream Fanfare – 5:26
2. Cavalino Rampante – 3:57
3. Fugue – 3:40
4. Prelude To April – 2:43
5. Toccata – 3:57
6. Andante – 4:21
7. Sarabande – 3:23
8. Allegro – 1:29
9. Adagio – 3:09
10. Vivace – 4:50
11. Presto Vivace – 3:40
12. Finale – 1:49

## Formazione
- Yngwie Malmsteen (Chitarra elettrica e classica)
- Czech Philharmonic Orchestra, diretta dal maestro Yoel Levi